# Calpurni Flac
Calpurni Flac (en llatí Calpurnius Flaccus) va ser un retòric romà que va viure en temps d'Hadrià. Probablement formava part de la gens Calpúrnia.
Les seves cinquanta-una declamacions sovint acompanyaven a les de Quintilià. Va ser curador del temple i prefecte de les muralles de Tarraco. Plini l'anomena Flac, però el seu nom complet era Calpurni Flac.